# فورد تاروس ایکس
فورد تاروس نسل پنجم (Ford Taurus X) خودرویی است که در سال‌های ۲۰۰۵ تا ۲۰۰۹در شیکاگو و ایالات متحده آمریکا تولید شده‌است. طراحی آن موتور جلو، خودرو محور جلو، خودرو چهار چرخ محرک بوده است.